# 길안현주
길안현주(吉安縣主, 1457년 7월 ~ 1519년 10월)는 조선 전기의 왕족으로, 세종과 소헌왕후의 여덟째 아들인 영응대군 이염의 딸이다. 단종과는 친사촌이며 단종비 정순왕후와는 외사촌지간이다.

## 생애
1457년(세조 3년) 7월, 세종의 여덟째 아들인 영응대군(永膺大君)과 어머니 대방부부인 송씨(帶方府夫人 宋氏)의 딸로 태어났다. 이름은 억천(億千)이며, 영응대군과 대방부부인의 자녀들 중 유일하게 생존하였다. 영응대군과 세조의 우애가 돈독하여, 어려서부터 세조가 총애하였으며 많은 물품을 하사하였다.
1463년(세조 9년), 대군(大君)의 딸에게 주어지는 '현주(縣主)'의 작호를 받아 길안현주(吉安縣主)에 봉해졌다. 조선 초기에는 대군의 적녀에게도 현주의 작호를 주었으나, 《경국대전》 반포 이후 왕세자의 서녀에게만 부여하였다.
1467년(세조 13년) 1월, 구치홍(具致洪)의 아들 구수영(具壽永)과 혼인이 결정되었으나, 불과 며칠 후에 아버지 영응대군이 병으로 죽어 가례가 연기되었다.
1469년(성종 1년), 구수영과 혼인하였으며 슬하에 5남 5녀를 두었다.
길안현주의 자녀들은 각각 왕실과 중첩된 혼인을 맺었는데, 연산군 때에 정쟁과 사화에 휘말리는 불운을 겪었다.
첫째 사위인 임희재는 1504년(연산군 10년) 연산군을 비방한 죄로 능지처참 되었으며, 셋째 사위인 안양군은 갑자사화에 휘말려 사사되고 가산은 모두 적몰되었다. 넷째 아들인 구문경은 연산군의 딸 휘신공주와 혼인하였는데, 중종반정 이후 휘신공주가 폐서인 되자, 구문경 또한 부마의 작위를 박탈당하였다. 구문경의 아버지 구수영의 청으로, 구문경과 휘신공주는 이혼하였는데, 이후 중종은 유순의 건의에 따라 구문경과 휘신공주를 재결합시켰다.
길안현주의 후손들 또한 왕실의 인척이 되었다. 증손자인 구사안과 손자인 구한은 각각 중종의 딸인 효순공주, 숙정옹주와 혼인하였다. 구사안의 동생인 구사맹의 딸 계운궁 구씨는 선조(宣祖)의 5남 정원군(원종)과 혼인하여 인조(仁祖)를 낳았으며, 후에 인헌왕후로 추존되었다.
1519년(중종 14년) 10월 사망하였다. 12월 양주 팔곡산에 안장하였다.

## 가족 관계

### 직계 조상
- 조부 : 세종(世宗, 1397~1450)
- 조모 : 소헌왕후 심씨(昭憲王后 沈氏, 1395~1446)
  - 아버지 : 영응대군(永膺大君, 1434~1467)
- 외조부 : 송복원(宋復元, 1390~1454) - 단종비 정순왕후의 조부
- 외조모 : 순천 김씨(順天 金氏)
  - 어머니 : 대방부부인 송씨(帶方府夫人 宋氏, ?~1507) - 단종비 정순왕후의 고모

### 배우자와 자녀
장남 구숭경과 삼남 구승경, 장녀 구순복과 차녀인 심광문의 아내 구씨가 어머니 길안현주보다 먼저 세상을 떠났다.
| - 남편 : 구수영(具壽永, 1456~1523) - 장남 : 구숭경(具崇璟) - 중종비 장경왕후의 고모부 - 며느리 : 파평 윤씨(坡平 尹氏) - 윤보(尹甫)의 딸 - 차남 : 구희경(具希璟, 1488~1541) - 며느리 : 거창 신씨(居昌 愼氏) - 신수겸(愼守謙)의 딸. 연산군비 폐비 신씨의 조카 - 증손자 : 능원위(綾原尉) 구사안(具思顔) - 중종의 3녀 효순공주와 혼인 - 증손자 : 능안부원군(綾安府院君) 구사맹(具思孟) - 인조의 외조부 - 삼남 : 구승경(具承璟) - 며느리 : 안동 권씨(安東 權氏) - 권자균(權自均)의 딸 - 사남 : 폐 능양위(廢 綾陽尉) 구문경(具文璟) - 며느리 : 폐 휘신공주(廢 徽愼公主, 1491~ ? ) - 연산군의 장녀 - 오남 : 구신경(具信璟, 1494~1562) - 며느리 : 고성 이씨(固城 李氏) - 이균(李鈞)의 딸 - 손자 : 능창위(綾昌尉) 구한(具澣) - 중종의 8녀 숙정옹주와 혼인 | - 장녀 : 구순복(具順福) - 사위 : 임희재(任熙載, 1472~1504) - 임사홍(任士洪)의 아들 - 차녀 : 심광문(沈光門)의 처 - 삼녀 : 면천군부인 구씨(沔川郡夫人 具氏, 1480~1556) - 사위 : 안양군 이항(安陽君 李㤚, 1480~1505) - 성종의 셋째 아들 - 사녀 : 최상(崔祥)의 처 - 오녀 : 이희현(李希賢)의 처 |